# Alex Saint
Alex Saint (Orihuela, Espanha, 28 de agosto de 1990) é uma actriz, modelo, maquilhadora e fotógrafa trans espanhola, reconhecida por ter interpretado Sacha na série da Atresmedia, Veneno, e na sequela Vestidas de Azul.

## Primeiros anos
Durante a sua infância e adolescência, desenvolveu fascínio pela fotografia, nomeadamente pelo trabalho dos fotógrafos de moda Richard Avedon, Annie Leibovitz ou Mario Testino, e a arte da maquilhagem, começando a experimentar os seus dotes de maquilhadora ainda no colégio. No entanto, devido à sua feminilidade e os seus gostos pessoais, foi vítima de discriminação e bullying.

## Carreira
Destacou-se inicialmente como make-up artist, sendo referida como "uma das melhores maquilhadoras espanholas" na revista Cosmopolitan. Trabalhou com diversos artistas, destancado-se a cantora Aitana, a actriz Ester Expósito e a influencer Dulceida, das quais é amiga pessoal.
No cinema, conseguiu o seu primeiro papel de destaque no documentário Ellas, de Pilar Monsell, o qual abordava a história real de cinco mulheres trans espanholas. Posteriormente, como actriz, destacou-se na série de televisão Veneno, na qual interpretava Sacha, uma das amigas da personagem principal Cristina La Veneno. Em 2023, ingressou na sequela de Veneno, Vestidas de azul, regressando ao ecrã ao lado das actrizes Lola Rodríguez e Paca La Piraña.

## Filmografia

### Televisão
| Ano  | Título           | Personagem | Notas       |
| ---- | ---------------- | ---------- | ----------- |
| 2020 | Veneno           | Sacha      | 4 episódios |
| 2020 | Las Uñas         |            | 1 episódio  |
| 2023 | Vestidas de azul | Sacha      | 6 episódios |

Cinema
| Ano  | Título | Personagem | Notas        |
| ---- | ------ | ---------- | ------------ |
| 2020 | Ellas  |            | documentário |